# Holzheim, Dillingen an der Donau
Holzheim este o comună aflată în districtul Dillingen an der Donau, landul Bavaria, Germania.